# Autoland

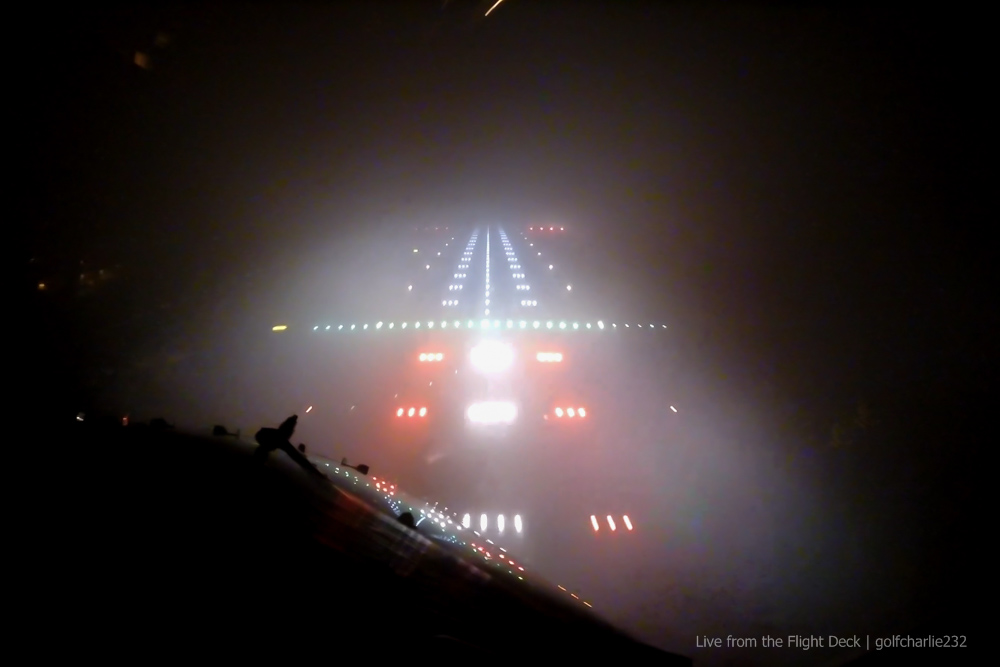
Vue depuis le cockpit d'un avion du système autoland.

Autoland désigne, en aviation, un système qui automatise la procédure d'atterrissage d'un avion tout en restant sous la supervision de l'équipage. Un tel procédé permet l'atterrissage dans des conditions météorologiques difficiles.

## Description
Les systèmes d'autoland ont été conçus pour permettre un atterrissage lors d'une visibilité trop faible pour permettre un atterrissage à vue, bien qu'ils soient opérables quel que soit le niveau de visibilité. Ils sont généralement utilisés lorsque la portée visuelle de la piste est inférieure à 600 mètres et/ou dans des conditions météorologiques difficiles, bien que des limites existent. Par exemple, pour un Boeing 747-400, son utilisation est limitée à un vent de face de 25 nœuds, un vent arrière de 10 nœuds maximum, et à un vent de travers de 25 nœuds maximum (5 nœuds si un des moteurs est inopérant). Les systèmes incluent aussi un freinage automatique jusqu'à l'arrêt complet de l'appareil au sol.
Le premier avion certifié aux standards CAT III est la Caravelle le 28 décembre 1968, suivi, 4 ans plus tard, par le Hawker-Siddeley Trident, en mai 1972, pour le CAT IIIa et, en 1975, pour le CAT IIIb. Les systèmes d'atterrissage automatiques ont très rapidement été adoptés par les aéroports et les appareils qui doivent fréquemment opérer dans de mauvaises conditions de visibilité. Les aéroports régulièrement touchés par du brouillard sont les premiers candidats aux approches CAT III, de même que les avions équipés d'un autoland sont peu à même de dérouter en cas de mauvais temps.

## Autoland d'urgence
Garmin a développé l'autoland d'urgence. La fonctionnalité est disponible avec l'avionique Garmin G3000 dotée d'une automanette. En cas d'incapacité du pilote, le pilote ou un passager peut appuyer sur un bouton indiquant à l'avion de se poser de façon autonome. L'avion prévient le contrôle aérien sur la fréquence d'urgence 121,5 MHz, entre le code de détresse 7700 au transpondeur et recherche la piste la plus proche. L'avion effectue ensuite une descente en évitant le terrain puis une approche stabilisée avant de réaliser l'atterrissage et de couper les moteurs.
La fonctionnalité est certifiée par la FAA et l'AESA depuis  2020 et a également remporté le Trophée Collier en 2020.
L'autoland d'urgence équipe les Piper PA-46 M600 et M700, Honda HA-420 HondaJet Elite II, Daher TBM 940 et 960, Cirrus Vision SF50, Cirrus SR20 et Cirrus SR22. De futurs modèles tels que les Cessna CitationJet Gen3 ainsi que le Beechcraft Denali seront également dotés de la fonctionnalité.

## Accidents
- Vol 1951 Turkish Airlines